# Œax
Dans la mythologie grecque, Œax (en grec ancien Οἴακα ou Οἴαξ, « timonier »), est fils de Nauplios (roi d'Eubée) et de Clymène, fille de Catrée.
Œax est le frère de Palamède, de Nausimédon et de Proétos. Il voyagea de Troie vers la Grèce en compagnie de Palamède.
L'astéroïde (9713) Œax porte son nom.

## Source
- Dion de Pruse, L’Eubéenné[Où ?].